# Franz Gamillscheg
Franz Gamillscheg (* 3. Mai 1924 in Hall in Tirol; † 21. März 2018) war ein deutscher Rechtswissenschaftler für bürgerliches Recht, Arbeitsrecht und Internationales Privatrecht.

## Leben
1941 begann Franz Gamillscheg das Studium der Volkswirtschaft in Berlin. Nach Kriegsdienst und -gefangenschaft studierte er von 1948 bis 1950 Rechtswissenschaft in Tübingen. Nach seiner Ersten juristischen Staatsprüfung 1950 war er Stipendiat in Paris und anschließend bis zu seiner Zweiten juristischen Staatsprüfung 1954 Rechtsreferendar. 1953 promovierte er mit seiner Arbeit über den Einfluss Charles Dumoulins auf die Entwicklung des Kollisionsrechts. Von 1954 bis 1958 war Franz Gamillscheg Mitarbeiter am Max-Planck-Institut für ausländisches und internationales Privatrecht in Tübingen. In dieser Zeit habilitierte er sich 1956 mit seiner Arbeit zum Internationalen Arbeitsrecht. 1958 wurde Franz Gamillscheg zum Professor an der Universität Göttingen berufen, wo er ab 1959 das Institut für Arbeitsrecht als Direktor aufbaute und zu einer internationalen Ausrichtung führte. Rufe nach Köln und Freiburg lehnte er ab. Von 1970 bis 1978 arbeitete Franz Gamillscheg als Mitglied in der Arbeitsgesetzbuchkommission und war von 1972 bis 1987 Vorstandsmitglied des Arbeitsgerichtsverbandes. 1992 wurde er an der Universität Göttingen emeritiert. 20 Jahre lang (1974–1994) war Franz Gamillscheg Vertreter Deutschlands im Verwaltungsrat der Internationalen Gesellschaft für Arbeits- und Sozialrecht mit Sitz in Genf, der er als aktiver Präsident von 1991 bis 1994 vorstand.
Franz Gamillscheg ist der Sohn des Romanisten Ernst Gamillscheg.

## Auszeichnungen
- 1982: Ehrendoktorat der Universität Uppsala
- 1984: Ehrenpräsident der Internationalen Gesellschaft für Arbeits- und Sozialrecht
- 1989: Großes Bundesverdienstkreuz
- 1990: Ehrenmitglied des Arbeitsgerichtsverbandes
- 1993: Ehrendoktorat der Universität Madrid
- 1998: Hans-Böckler-Preis[2]
- 1992: Korrespondierendes Mitglied der philosophisch-historischen Klasse im Ausland der Österreichischen Akademie der Wissenschaften
- Ehrenpräsident der Deutsch-Spanischen Juristenvereinigung

## Publikationen (Auswahl)
- Internationales Arbeitsrecht, 1959
- Die Differenzierung nach der Gewerkschaftszugehörigkeit, 1966
- Die Haftung des Arbeitnehmers, 2. Aufl., 1974, zusammen mit Peter Hanau
- Die Grundrechte im Arbeitsrecht, 1989
- Kollektives Arbeitsrecht I, 1997
- Arbeitsrecht I, Arbeitsvertrags- und Arbeitsschutzrecht, 8. Aufl., 2000 (Nachtrag 2001)
- Ausgewählte Schriften zu Arbeitsrecht und Rechtsvergleichung, 2006
- Kollektives Arbeitsrecht II, 2008